# Дьяконово (Талдомский городской округ)
Дьяконово — деревня в Талдомском районе Московской области России, входит в состав сельского поселения Ермолинское. Население — 1 чел. (2010).

## География
Расположена на севере Московской области, в северо-восточной части Талдомского района, примерно в 15 км к северо-востоку от центра города Талдома, с которым связана прямым автобусным сообщением (маршруты № 27 и 28). Ближайшие населённые пункты — деревни Никитино, Парашино и Храброво. Юго-восточнее деревни находится участок «Апсаревское урочище» государственного природного заказника «Журавлиная родина».

## Население
| 1859 | 1888 | 1926 | 2002 | 2006 | 2010 |
| ---- | ---- | ---- | ---- | ---- | ---- |
| 167  | ↗186 | ↘178 | ↘0   | →0   | ↗1   |

## История
В «Списке населённых мест» 1862 года Большое и Малое Дьяконово — владельческие деревни 2-го стана Калязинского уезда Тверской губернии между Дмитровским и Углицко-Московским трактами, при колодцах, с 23 дворами и 167 жителями (78 мужчин, 89 женщин).
По данным 1888 года входили в состав Озерской волости Калязинского уезда, проживало 186 человек (93 мужчины, 93 женщины).
По материалам Всесоюзной переписи населения 1926 года — деревни Дьяконовского сельского совета Озерской волости Ленинского уезда Московской губернии, в 12,8 км от станции Талдом Савёловской дороги, в Большом Дьяконове проживало 139 жителей (67 мужчин, 72 женщины), насчитывалось 27 хозяйств, из которых 25 крестьянских, в Малом Дьяконове — 39 жителей (19 мужчин, 20 женщин) и 8 хозяйств (5 крестьянских).
С 1929 года — населённый пункт в составе Ленинского района Кимрского округа Московской области.
Постановлением ЦИК и СНК от 23 июля 1930 года округа как административно-территориальные единицы были ликвидированы. Постановлением Президиума ВЦИК от 27 декабря 1930 года городу Ленинску было возвращено историческое наименование Талдом, а район был переименован в Талдомский.
1952—1954 гг. — деревня Семягинского сельсовета Талдомского района.
1954—1963, 1965—1994 гг. — деревня Ермолинского сельсовета Талдомского района.
1963—1965 гг. — деревня Ермолинского сельсовета Дмитровского укрупнённого сельского района.
1994—2006 гг. — деревня Ермолинского сельского округа Талдомского района.
С 2006 г. — деревня сельского поселения Ермолинское Талдомского муниципального района Московской области.